# Margaretha van Dampierre (1272-1331)
Margaretha van Dampierre
(1272 - 1331).
Margaretha van Dampierre (niet te verwarren met haar gelijknamige halfzuster Margaretha van Dampierre, die leefde van ca. 1251 - 1285) was de dochter van Gwijde van Dampierre en zijn tweede vrouw Isabella van Luxemburg. Zij werd als tienjarige op 15 november 1282 te Roxburgh (Schotland) uitgehuwelijkt aan de negentienjarige Alexander van Schotland (1263-1283), erfprins van Schotland, die een jaar later stierf. Op 3 juli 1286 werd ze, inmiddels veertien jaar oud, te Namen (Wallonië) uitgehuwelijkt aan Reinoud I van Gelre (1255-1326), graaf van het hertogdom Gelre.
Met Reinout I kreeg zij twee kinderen:
- Margaretha van Wassenberg (1285-1333)
- Reinoud II (de Zwarte) van Wassenberg, Hertog van Gelre (1295-1343)

In 1293 schonk Margaretha een stuk grond aan de Dominicanermonniken van Zutphen bedoeld voor de bouw van een klooster, de huidige Broederenkerk.

## Voorouders
| Voorouders van Margaretha van Dampierre (1272-1331) | Voorouders van Margaretha van Dampierre (1272-1331)                                 | Voorouders van Margaretha van Dampierre (1272-1331)                                 | Voorouders van Margaretha van Dampierre (1272-1331)                                 | Voorouders van Margaretha van Dampierre (1272-1331)                                 | Voorouders van Margaretha van Dampierre (1272-1331)                             | Voorouders van Margaretha van Dampierre (1272-1331)                             | Voorouders van Margaretha van Dampierre (1272-1331)                         | Voorouders van Margaretha van Dampierre (1272-1331)                         |
| --------------------------------------------------- | ----------------------------------------------------------------------------------- | ----------------------------------------------------------------------------------- | ----------------------------------------------------------------------------------- | ----------------------------------------------------------------------------------- | ------------------------------------------------------------------------------- | ------------------------------------------------------------------------------- | --------------------------------------------------------------------------- | --------------------------------------------------------------------------- |
| Overgrootouders                                     | Gwijde II van Dampierre (–1216) ∞ 1196 Mathilde I van Bourbon (1165-1228)           | Gwijde II van Dampierre (–1216) ∞ 1196 Mathilde I van Bourbon (1165-1228)           | Boudewijn I van Constantinopel (1171-1205) ∞ 1186 Maria van Champagne (1174–1204)   | Boudewijn I van Constantinopel (1171-1205) ∞ 1186 Maria van Champagne (1174–1204)   | Ermesinde II van Namen (1186-1247) ∞ 1214 Walram III van Limburg (1180-1126)(-) | Ermesinde II van Namen (1186-1247) ∞ 1214 Walram III van Limburg (1180-1126)(-) | Hendrik II van Bar (1190-1239) ∞ 1219 Filippa (1192-1242)                   | Hendrik II van Bar (1190-1239) ∞ 1219 Filippa (1192-1242)                   |
| Grootouders                                         | Willem II van Dampierre (1196-1231) ∞ 1223 Margaretha II van Vlaanderen (1202-1280) | Willem II van Dampierre (1196-1231) ∞ 1223 Margaretha II van Vlaanderen (1202-1280) | Willem II van Dampierre (1196-1231) ∞ 1223 Margaretha II van Vlaanderen (1202-1280) | Willem II van Dampierre (1196-1231) ∞ 1223 Margaretha II van Vlaanderen (1202-1280) | Hendrik V van Luxemburg (1216-1281) ∞ 1240 Margaretha van Bar (1220-1275)       | Hendrik V van Luxemburg (1216-1281) ∞ 1240 Margaretha van Bar (1220-1275)       | Hendrik V van Luxemburg (1216-1281) ∞ 1240 Margaretha van Bar (1220-1275)   | Hendrik V van Luxemburg (1216-1281) ∞ 1240 Margaretha van Bar (1220-1275)   |
| Ouders                                              | Gwijde van Dampierre (±1226-1305) ∞ 1265 Isabella van Luxemburg (1247-1289)         | Gwijde van Dampierre (±1226-1305) ∞ 1265 Isabella van Luxemburg (1247-1289)         | Gwijde van Dampierre (±1226-1305) ∞ 1265 Isabella van Luxemburg (1247-1289)         | Gwijde van Dampierre (±1226-1305) ∞ 1265 Isabella van Luxemburg (1247-1289)         | Gwijde van Dampierre (±1226-1305) ∞ 1265 Isabella van Luxemburg (1247-1289)     | Gwijde van Dampierre (±1226-1305) ∞ 1265 Isabella van Luxemburg (1247-1289)     | Gwijde van Dampierre (±1226-1305) ∞ 1265 Isabella van Luxemburg (1247-1289) | Gwijde van Dampierre (±1226-1305) ∞ 1265 Isabella van Luxemburg (1247-1289) |